# Futuro Forestal
Futuro Forestal S.A. ist ein forstwirtschaftliches Unternehmen in Panama, das 1994 von der Panamaerin Iliana Armién und dem Deutschen Andreas Eke gegründet wurde. Der Firmensitz ist in Panama-Stadt.

## Das Konzept
Nach eigenen Angaben werden landwirtschaftliche Flächen angekauft und aufgeforstet. Es entsteht ein Wirtschaftswald, der nachhaltig geführt wird. Die Aufforstungen erfolgen in der Regel nach dem Standard des Forest Stewardship Council (FSC). Durch das schnelle Wachstum der Bäume in den Tropen wird in relativ kurzer Zeit viel CO2 langfristig gebunden. Der Schwerpunkt liegt auf der Erzeugung von hochwertigem Holz (Teak), das wiederum langfristig genutzt wird. Der darin enthaltene Kohlenstoff ist dem Kreislauf für längere Zeit entzogen. Das Unternehmen bietet langfristig sichere Arbeitsplätze. Die Finanzierung erfolgt durch den Verkauf von CO2-Emissionszertifikaten und den Verkauf von Genossenschaftsanteilen an The Generation Forest.

## Unternehmensstruktur
Die The Generation Forest eG mit Sitz in Hamburg hält 100 % der Anteile an der Waldmenschen S.A. in Panama. Der Jahresumsatz der Waldmenschen S.A. betrug 2023 mehr als 20 Millionen Dollar (=panamaische Balboas). Außerdem ist The Generation Forest eG alleinige Inhaberin der VWT S.A. ebenfalls mit Sitz in Panama. Am 6. Mai 2020 wurde die VWT S.A. von der Waldmenschen S.A. übernommen. Daneben bestehen weitere Beteiligungen, wie an der Generation Forest Invest B.V. Amsterdam und der Forestal Filo del Tallo S.A., Panama. Die Generation Forest B.V. hält wiederum die Gesellschaften Futuro Forestal S.A., Viveros Panama Verde S.A., Brain Forest Inc. S.A., Neirad Verde S.A., alle mit Sitz in Panama.

## Finanzflüsse
Im Jahr 2024 hat die The Generation Forest eG von Mitgliedern insgesamt 5.284.000,00 € erhalten. Davon flossen 3.993.000,00 € an die Tochterunternehmen.  Der verbleibende Betrag wurde durch die laufenden Kosten der Genossenschaft verbraucht, darunter Personalkosten in Höhe von  880.234,81 €. Die Kaltmiete für die Büroräume am Fischmarkt in Hamburg Altona beträgt 6.700,00 € pro Monat. Der Jahresabschluss 2023 endete mit einem Fehlbetrag von 3.691.000,00 €, der von 2024 mit einem Fehlbetrag von 394.000,00 €. Die The Generation Forest eG überschreitet nicht die Größenkriterien des §53 Abs. 1 GenG, daher erfolgte nur eine eingeschränkte Prüfung. Die Werthaltigkeit der Beteiligungen konnte im Rahmen dieser Prüfung nicht beurteilt werden.

## Geschichte

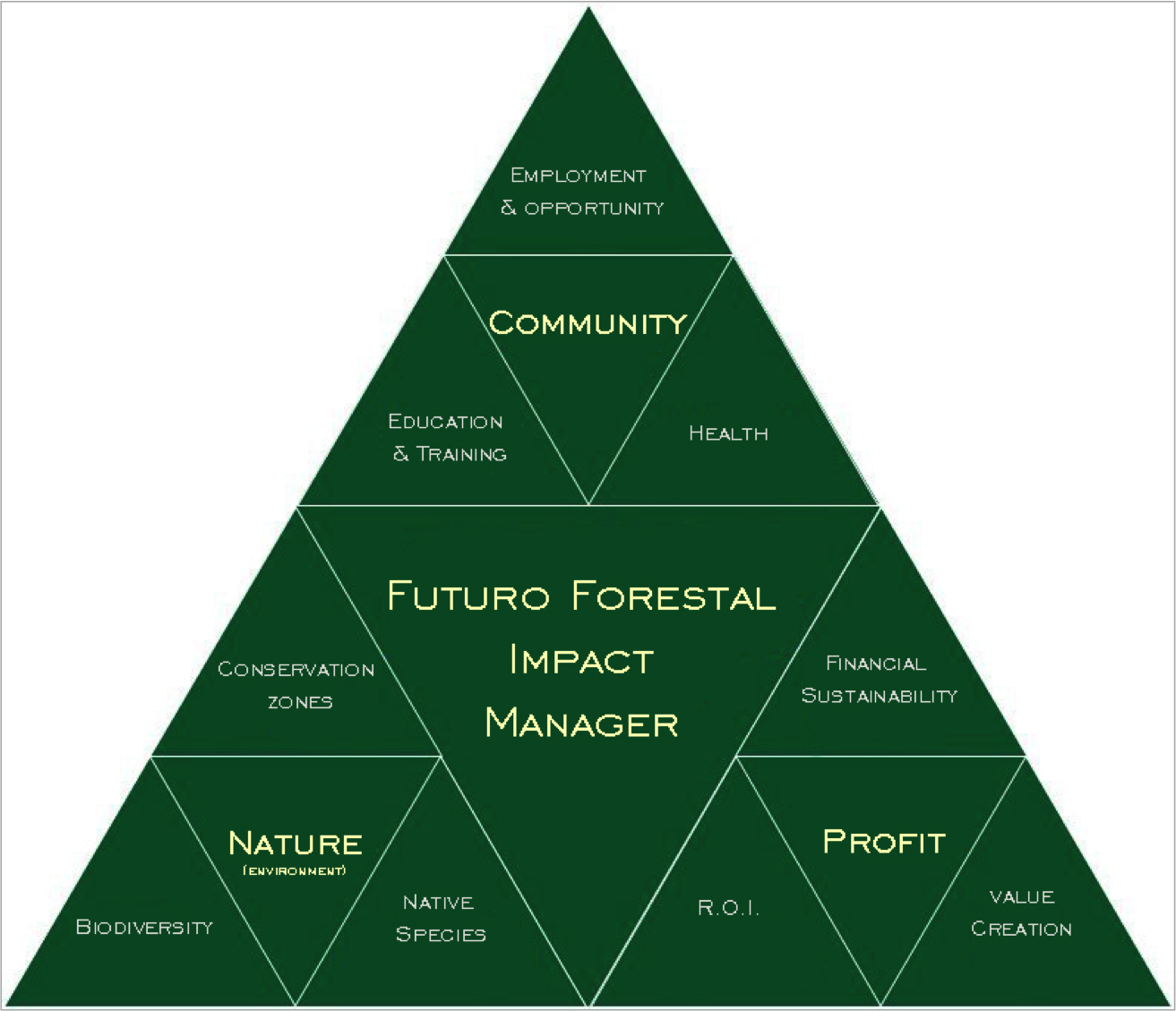
Mögliche Wirkung von Investments: Vom Drei-Säulenmodell zu Impact Investment

Futuro Forestal wurde 1994 von Andreas Eke und Iliana Armién gegründet. Seitdem entwickelte sich das Familienunternehmen von einem kleinen Investmentmanager für Einzelkunden, zu einer Forstinvestment-Management Organisation und anschließend zu einem Impact-Forstwirtschaftsunternehmen mit bis zu 2.500 Angestellten. Bis 2012 wurden 8500 Hektar Forstfläche angelegt. Die wichtigsten Entwicklungsschritte des Unternehmens in chronologischer Reihenfolge sind:
- 1995: Futuro Forestal begann mit der ersten Wiederaufforstung in Panama. Das 9 Hektar große Projekt trägt den Namen „Edles Holz“ (i. Orig. span.: „Madera Fina“).[17]
- 1998: Futuro Forestal forstet als erste Unternehmen Panamas nach FSC-Standard auf.[18]
- 1998: Futuro Forestal war das erste Unternehmen weltweit, das eine B2B-Transaktion von der Aufforstung in den CO2-Markt tätigte.[19]
- 2003/2004: Die unabhängige Ratingagentur SICIREC (Abk. span.: Sistemas de Circulación Ecológica, dt.: Systeme ökologischer Kreisläufe) zeichnete die Aufforstungen als Lateinamerikas Bestes Einzelkunden-Forstinvestment aus.[20]
- 2005: Die erste Tranche mit FSC-zertifiziertem Holz des Unternehmens wurde verkauft. Angaben von Jagwood+ zufolge brachte der Verkauf des Holzes von Teak (Tectonis grandis) und Amarillo (Terminalia amazonia) einen signifikant höheren Preis (US$120/m³) als Holz, das aus unzertifizierten Rodungen stammt (~US$50-70/m³).[21]
- 2006/2007: Futuro Forestal erweiterte sein Geschäftsfeld nach Nicaragua. Dort begann das Unternehmen ein Aufforstungsprogramm in Zusammenarbeit mit der Klimarahmenkonvention der Vereinten Nationen.[22]
- 2016: Iliana Armién und Andreas Eke gründen in Deutschland die Waldmenschen eG. Der Verkauf von Genossenschaftsanteilen soll das Kapital zum Ankauf von Aufforstungsflächen bringen.[23]
- 2019: Die Genossenschaft wird umbenannt in "The Generation Forest eG".[24][23] Weiter besteht eine Waldmenschen S.A. in Panama.[25]

## Dienstleistungen

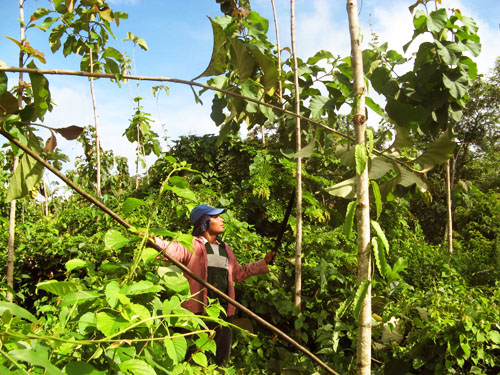
2-jährige Aufforstung von Futuro Forestal mit Teak.

Futuro Forestal bietet nachhaltige forstwirtschaftliche Dienstleistungen an. Dazu gehören das Management von Forstinvestments, die Renaturierung von Ökosystemen, die Ausführung von Corporate Social Responsibility (Abk.: CSR) Projekten und soziale Dienstleistungen wie die Umwelt-Ausbildung der einheimischen Bevölkerung.

### Forstinvestments
Futuro Forestal entwickelte von Beginn an Plantagen und Aufforstungen, in denen einheimische Baumarten, wie Amarillo (Terminalia amazonia), Cocobolo (Dalbergia retusa) und Zapatero (Hieronyma alchorneoides) nach bodenspezifischen Begebenheiten gepflanzt werden. Diese Philosophie wurde ebenfalls für die Anpflanzungen von exotischen Teakbäumen angewandt. Die Berücksichtigung der Bodenspezifika führt zu einer Verbesserung der Bodenqualität und schafft differenziertere Habitate für einheimische Tierarten als reine Monokulturen. In den Aufforstungen von Futuro Forestal wird ein hoher Prozentsatz als Umweltschutzgebiet ausgewiesen. Gleichzeitig war das Unternehmen das erste in Panama, das CO2-Emissionszertifikate aus Aufforstungen verkaufte (vgl. Montagnini, 2005, S. 181).

### Ausführung von CSR-Projekten
Im Mittelpunkt der Ausführung von Corporate-Social-Responsibility-Projekten steht der ökologische Nutzen und der positive Einfluss auf die einheimische Bevölkerung. Zusammen mit Schwarzkopf von Henkel erarbeitete Futuro Forestal ein CSR-Projekt zur Aufforstung von jährlich 70 Hektar tropischen Waldes.

## Kritik
Die Umweltorganisation Robin Wood weist darauf hin, dass in der Region, in der Futuro Forestal tätig ist, Indigene um ihre Landrechte kämpfen. Durch die Investitionen aus dem globalen Norden entstünde ein Ungleichgewicht der Macht, das es verhindere, dass indigene Menschen ihre traditionellen Siedlungs- und Wirtschaftsflächen wieder einnehmen können. Es wird der Vorwurf des Landgrabbing erhoben. Ferner ziele das Geschäftskonzept von The Generation Forest darauf ab, das eingeschlagene Holz nach Deutschland zu transportieren und hier weiter zu verarbeiten. Die einheimische Bevölkerung werde dadurch der eigentlichen Wertschöpfung beraubt. Der mediale Auftritt von Futuro Forestal und The Generation Forest sei in der Lage die Illusion zu erzeugen, es werde durch die geschäftlichen Aktivitäten eine Art Urwald wiederhergestellt, wie er früher in dieser Region gewachsen ist. Das Ziel ist jedoch ein Wirtschaftswald, kein Urwald.